# Les Rubis du prince birman
Pour plus de détails, voir Fiche technique et Distribution.
Les Rubis du prince birman (Escape to Burma) est un film américain réalisé par Allan Dwan, sorti en 1955.

## Synopsis
Accusé de l'assassinat d'un prince Birman, Jim Brecan, un aventurier américain, est pourchassé par les hommes du Sawbwa et par l'inspecteur Cardigan, représentant de la justice anglaise. Réfugié dans la plantation de Gwen Moore, une propriétaire occidentale qui élève des éléphants, Brecan cherche à rester incognito.

## Fiche technique
- Titre : Les Rubis du prince birman
- Titre original : Escape to Burma
- Titre en Belgique : Évasion en Birmanie
- Réalisation : Allan Dwan
- Scénario : Hobart Donavan et Talbot Jennings d'après une histoire de Kenneth Perkins
- Production : Benedict Bogeaus pour la Filmcrest Productions
- Musique : Louis Forbes et Howard Jackson (non crédité)
- Photographie : John Alton
- Montage : Carlo Lodato
- Direction artistique : Van Nest Polglase
- Décorateur de plateau : Fay Babcock
- Costumes : Gwen Wakeling, Rosemary Odell
- Distribution : RKO Radio Pictures
- Pays de production : États-Unis
- Langue : Anglais
- Format : Couleur (Technicolor) - Son : Mono (RCA Sound Recording)
- Genre : Film d'aventure
- Durée : 87 minutes
- Dates de sortie : 
  - États-Unis : 9 avril 1955
  - France : 19 août 1955

## Distribution
- Barbara Stanwyck  (VF : Jacqueline Ferriere) : Gwen Moore
- Robert Ryan (VF : Raymond Loyer)  : Jim Brecan
- David Farrar  (VF : Claude Peran) : Cardigan
- Murvyn Vye : Makesh
- Lisa Montell : Andora
- Robert Warwick : Le Sawbwa
- Reginald Denny : le commissionner
- Robert Cabal : Kumat
- Peter Coe : Capitaine de la garde
- Alex Montoya : Dacoit
- Anthony Numkena : Kasha
- John Mansfield : Sergent
- Gavin Muir : Astrologue
- Lal Chand Mehra : Poo Kan